# Миллер, Кенни
Ке́ннет Ми́ллер (англ. Kenneth Miller; 23 декабря 1979, Эдинбург, Шотландия), более известный как Ке́нни Ми́ллер (англ. Kenny Miller) — шотландский футболист, нападающий; тренер. Выступал за сборную Шотландии.
Профессиональная карьера Миллера началась в 1998 году в клубе «Хиберниан». Через два года Кенни перебрался из столицы Шотландии в Глазго, где стал игроком «Рейнджерс». В 2001 году Миллер был взят в аренду английским клубом «Вулверхэмптон Уондерерс», который впоследствии выкупил у «джерс» права на футболиста. За «волков» Кенни выступал на протяжении пяти сезонов, после чего вернулся в Шотландию, приняв предложение другого глазговского клуба — «Селтика». Спустя год Миллер вновь оказался в Англии — на этот раз в «Дерби Каунти». Отыграв за «баранов» всего сезон, Кенни во второй раз в своей карьере стал игроком шотландского клуба «Рейнджерс». В январе 2011 года Миллер пополнил ряды турецкого «Бурсаспора». Не сумевший привыкнуть к жизни за пределами Британии летом того же года Миллер по собственному желанию был выставлен «крокодилами» на трансфер и вскоре продан валлийскому «Кардифф Сити». В составе «ласточек» форвард провёл один год, после чего отправился за океан, где присоединился к клубу американской MLS «Ванкувер Уайткэпс».
С 2001 по 2013 год Миллер защищал цвета национальной сборной Шотландии, провёл в её составе 69 матчей, забил 18 мячей.

## Ранние годы
Кенни родился 23 декабря 1979 года в столице Шотландии — Эдинбурге. Детство будущего футболиста прошло в городе Масселборо.

## Клубная карьера

### «Хиберниан»
Первой командой Миллера стал хорошо известный в Эдинбурге молодёжный клуб «Хатчинсон Вейл». Спустя год Кенни продолжил своё футбольное образование в Академии другой команды из столицы Шотландии — «Хиберниане».
Талант молодого футболиста в «хибс» разглядели быстро, и уже 22 мая 1996 года Миллер подписал с эдинбургцами свой первый профессиональный контракт. Дебют Кенни в первом составе «Хиберниана» состоялся 29 ноября 1997 года, когда в матче чемпионата Шотландии «бело-зелёные» встречались с «Мотеруэллом».
В сезоне 1998/99 Миллер был отдан в краткосрочную аренду в клуб «Стенхаусмюир». Здесь молодой футболист и раскрыл себя, как талантливый бомбардир, забив десять голов в 13 матчах.
По возвращении в «Хиберниан» Миллер стал игроком основного состава эдинбургцев. 1 мая 1999 года Кенни открыл счёт своим голам за «Хибс», в последнем туре сезона 1998/99 поразив ворота клуба «Странраер».
По итогам следующего футбольного года Миллер стал лучшим бомбардиром «Хиберниана», забив 13 мячей во всех турнирах. Успешный сезон за «хибс» принёс ему признание коллегами-футболистами «Лучшим молодым игроком сезона».

### «Рейнджерс»
Выступления Миллера в Эдинбурге привлекли внимание гранда шотландского футбола — глазговского клуба «Рейнджерс». После недолгих переговоров между «джерс» и «Хибернианом» 26 июня 2000 года Кенни стал игроком первых. Сумма трансфера составила два миллиона фунтов стерлингов.
Ровно через месяц Миллер впервые вышел на поле в футболке глазговского клуба — в матче второго квалификационного раунда Лиги чемпионов, в котором «джерс» играли с литовским «Каунасом», Кенни вышел на замену на 70-й минуте поединка вместо Тони Видмара. 5 августа шотландец забил свой первый гол за «Рейнджерс» — случилось это в матче «джерс» с «Килмарноком». 4 ноября глазговцы в поединке чемпионата Шотландии учинили разгром клубу «Сент-Миррен» — 7:1. Главным «могильщиком» «святых» и стал Миллер, поразивший ворота ренфруширской команды пять раз. На этом Кенни не остановился, и в следующих двух матчах «Рейнджерс» с французским «Монако» в Лиге чемпионов и с «Абердином» в шотландской Премьер-лиге он забил ещё по мячу. Но после этих поединков у Миллера наступила «голевая засуха», до конца сезона 2000/01 он отличился всего один раз — в игре третьего раунда Кубка Шотландии с «Брихин Сити».

### «Вулверхэмптон Уондерерс»
В сентябре 2001 года руководство «Рейнджерс» отдало Кенни в 3-месячную аренду в английский «Вулверхэмптон Уондерерс». В первых четырёх играх за «волков» Миллер забил два мяча — «Джиллингему» и «Уолсоллу». В своём пятом поединке в английской команде, в котором «Вулверхэмптон» встречался с «Ноттингем Форест», шотландец в одном из единоборств сломал ключицу и выбыл из строя на три месяца. Тем не менее молодой футболист приглянулся «волкам», и следующие два месяца «Уондерерс» вели с «Рейнджерс» переговоры по приобретению прав на Миллера. В итоге клубы сошлись на цене в три миллиона фунтов стерлингов, и 13 декабря Кенни официально стал игроком «Вулверхэмптона», подписав контракт сроком на четыре с половиной года.
В сезоне 2002/03 Миллер обрёл постоянное место в стартовом составе «Уондерерс», но голы ему давались всё ещё с трудом — он забил всего шесть мячей в 19 матчах. Однако в последние шесть месяцев футбольного года он вернул былую скорострельность, поразив ворота противников 13 раз в 24 поединках. В том же сезоне Кенни сыграл важную роль в плей-офф Чемпионшипа, победив в котором, «Вулверхэмптон» завоевал право играть в Высшем дивизионе Англии.
Следующий футбольный год Миллер начал в лазарете «волков», после того, как получил травму на одном из предсезонных сборов команды. Вернувшись в состав осенью 2003 года он дебютировал в Премьер-лиге в матче своего клуба с «Болтон Уондерерс».
Но на поле Кенни появлялся нечасто — используя тактику 4-5-1 главный тренер «Уондерерс», Дейв Джонс, предпочитал видеть на месте единственного форварда сенегальца Анри Камара, в основном выпуская Миллера на замену. Несмотря на это в январе 2004 года шотландец выдал серию из трёх матчей, в которых забил четыре мяча — 13 января его дубль принёс победу «Вулверхэмптону» в матче Кубка Англии с «Киддерминстер Харриерс», через четыре дня точный удар нападающего вновь стал решающим — на этот раз соперником «волков» в поединке чемпионата Англии, который закончился со счётом 1:0 в пользу мидлендского клуба, был «Манчестер Юнайтед». Наконец, 21 января, Миллер смог сравнять счёт в игре с «Ливерпулем», забив гол на последней минуте матча. Но эти успехи оказались для «Вулверхэмптона» лишь локальными — команда, показав невзрачную игру в сезоне 2003/04, заняла последнее место в турнирной таблице чемпионата Англии и вылетела в Чемпионшип.
Летом 2004 года Миллер обратился к руководству «Уондерерс» с просьбой своего трансфера в другой клуб из-за отсутствия постоянной игровой игровой практики. Покупателей для Кенни не нашлось, и он был вынужден остаться в стане «Вулверхэмптона». Несмотря на сложные отношения с наставником «волков», Джонсом, шотландец набрал отличную форму и на старте сезона 2004/05 семь раз поразил ворота соперников в десять матчах. Последующая вскоре отставка главного тренера «Уондерерс» и назначение на этот пост Гленна Ходдла, лишь положительно сказались на игре Миллера. Ходдл, использовавший более атакующую тактику в два нападающих, сумел объединить в качестве тандема форвардов Кенни и Карла Корта, взаимодействие которых оказалось успешным — шотландец имел на конец футбольного года 19 голов, англичанин — 15.
В межсезонье права на футболиста попытался выкупить «Сандерленд», сделавший «Вулверхэмптону» два предложения по Миллеру — в 1 и 1,2 миллиона фунтов, которые «волки» последовательно отклонили. Миллер закончил сезон 2005/06 с 12 голами, став лучшим бомбардиром «Уондерерс» в том футбольном году.
Всего за пять лет, проведённых в Вулвергемптоне Кенни сыграл 191 игру, забив 63 мяча.

### «Селтик»
Летом 2006 года контракт Миллера с «волками» истёк. Ещё в январе Кенни отклонил новое предложение о сотрудничестве с «Вулверхэмптоном» и подписал соглашение с заинтересовавшимся в его услугах шотландским «Селтиком», состав которого он и пополнил по окончании сезона 2005/06. Этот переход означал, что Миллер стал третьим игроком после Второй мировой войны, выступавшим в обоих клубах дерби «Old Firm». Первыми двумя такими футболистами были Альфи Конн и Мо Джонстон.
Несмотря на выданные авансы, Миллер не отметился голами в первых восьми играх за «кельтов». В девятом матче, коим стало дерби «Old Firm», Кенни наконец забил мяч, ставший для него дебютным в «Селтике». Через три дня точный удар Миллера с пенальти принёс победу «Селтику» в поединке группового этапа Лиги чемпионов против датского «Копенгагена» — 1:0. 17 октября Кенни отметился «дублем» в матче того же турнира — в тот день соперником «кельтов» была португальская «Бенфика». Несмотря на свои успешные выступления в Лиге чемпионов сезон в шотландской Премьер-лиге Миллер закончил, забив лишь четыре мяча. 26 мая Кенни принял участие в финале Кубка Шотландии, в котором «Селтик» завоевал этот трофей, переиграв с минимальным счётом 1:0 «Данфермлин Атлетик».
Перед сезоном 2007/08 Миллер заявил, что, несмотря на спекуляции вокруг его персоны по поводу интереса со стороны других клубов, он намерен остаться на «Селтик Парк». В первых двух матчах нового футбольного года Кенни забил три мяча — 11 августа он поразил ворота «Фалкирка», 19 августа двумя голами нападающий помог «кельтам» взять верх над «Абердином».
Вскоре пресс-служба «Селтика» распространила информацию о том, что Миллер стал игроком английского «Дерби Каунти», который заплатил глазговцам за форварда три миллиона фунтов. Этот неожиданный трансфер породил в среде болельщиков «кельтов» и прессе слухи, что причиной ухода Кенни стал его личный конфликт с исполнительным директором клуба, Питером Лоуэллом. Гордон Стракан, бывший в то время наставником «Селтика», опроверг эти пересуды, сказав, что Миллер перебрался в Англию по собственному желанию.

### «Дерби Каунти»
31 августа шотландец подписал с «Дерби» 3-летний контракт.
Старт Миллера в новом клубе получился неплохим — он забил по голу в первых двух домашних матчах своей команды в сезоне 2007/08, включая победный результативный удар в ворота «Ньюкасл Юнайтед» 17 сентября. Впоследствии этот мяч удостоился приза «Лучшего гола года». Тем не менее сезон для Кенни не задался — всего в 30 матчах Премьер-лиги он отличился всего четыре раза.
По окончании футбольного года Миллер выразил желание покинуть «Дерби» и попросил руководство «Каунти» не препятствовать его возвращению в стан глазговского клуба «Рейнджерс», который вёл к тому времени с шотландцем переговоры по возможности данного перехода. Бывший в то время наставником «баранов», Пол Джуэлл, в ответ на это заявил, что он готов отпустить Кенни в другой коллектив в том случае, если за него будут предложены «адекватные деньги».

### Возвращение в «Рейнджерс»
В итоге 10 июня 2008 года состоялось возвращение Миллера на «Айброкс». Сумма, заплаченная за футболиста «рейнджерами», составила два миллиона фунтов. Окончательно все детали сделки были полностью закончены 13 июня. Возвращение Стивена означало, что он стал всего лишь вторым футболистом (после Тома Данбара), которому удалось не только поиграть за оба клуба «Old Firm», но и вернуться в один из них.

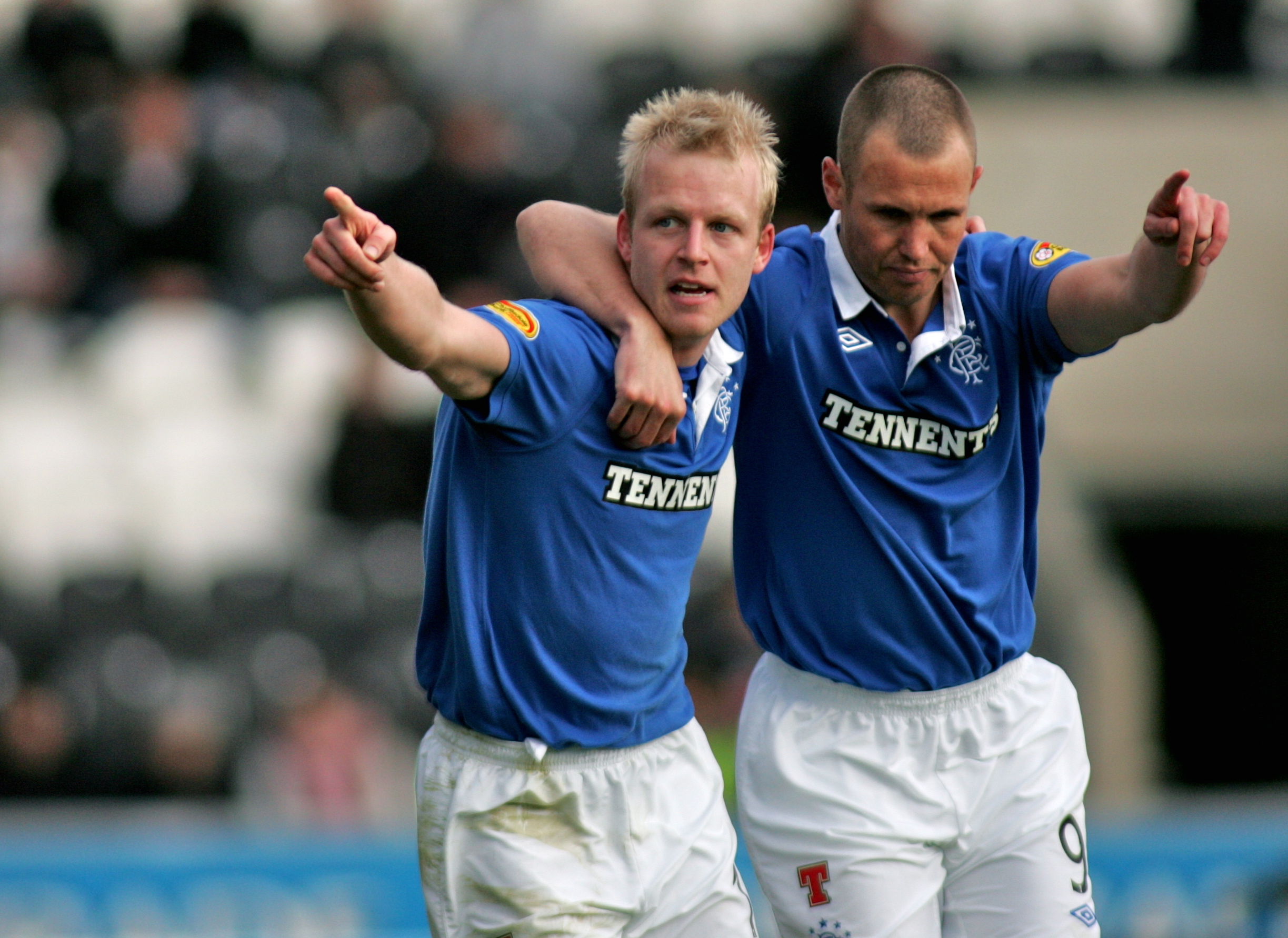
2010 год. Миллер (справа) со своим одноклубником по «Рейнджерс» Стивеном Нейсмитом.

30 июля 2008 года Миллер впервые после своего возвращения в стан «джерс» вышел на поле в футболке «Рейнджерс». Примечательно, что, как и восемь лет назад, дебютной стала игра Лиги чемпионов и соперником глазговцев вновь был литовский «Каунас». 31 августа в дерби «Old Firm» Кенни дважды поразил ворота голкипера «Селтика», Артура Боруца, внеся существенный вклад в итоговую победу своей команды в этом матче со счётом 4:2. Менее чем через месяц нападающему вновь удался «дубль» на этот раз в ворота другого своего бывшего клуба — «Хиберниана».
15 марта 2009 года Кенни вышел в стартовом составе «Рейнджерс» на финальный матч Кубка шотландской лиги, где их соперниками вновь был «Селтик». Игра Миллеру не удалась, и он был заменён на 58-й минуте поединка. Сам матч проходил в упорной борьбе, лишь дополнительное время «кельты» смогли склонить чашу весов в свою сторону благодаря мячам Даррена О’Ди и Эйдена Макгиди. По итогам того же сезона Миллер в составе «джерс» стал чемпионом страны и обладателем Кубка Шотландии.
Начало сезона 2009/10 для Миллера получилось смазанным из-за рецидива травмы. 4 октября Кенни в очередной раз огорчил «Селтик», забив в дерби «Старой фирмы» два мяча и удостоившись звания «Лучшего игрока матча». 21 марта 2010 года гол Миллера стал единственным в финальном поединке Кубка Лиги «Рейнджерс» — «Сент-Миррен», что сделало «джерс» обладателями этого трофея. Сезон 2009/10 вновь принёс глазговцам золотые медали чемпионата страны.
В межсезонье Кенни поменял свой игровой номер в «джерс», сменив «18» на «девятку», ранее принадлежавшую покинувшему клуб Крису Бойду.
Новый футбольный год Миллер начал удачно, забив в первых четырёх матчах «Рейнджерс» в этом сезоне шесть мячей, в том числе оформив «хет-трик» в поединке с «Хибернианом», который состоялся 22 августа. Сам Кенни в интервью сказал, что он «находится в наилучшей спортивной форме за всю карьеру». 17 сентября нападающий был признан «Игроком месяца» за свою отличную игру в августе. 1 октября Миллер вновь получил приз, став лучшим игроком в сентябре. 24 октября «дубль» Кенни принёс «джерс» победу в непростом матче дерби «Старой Фирмы» против «Селтика», в котором «Рейнджерс» одержали волевую победу со счётом 3:1. 20 ноября форвард оформил свой второй «хет-трик» в сезоне 2010/11, трижды огорчив вратаря «Килмарнока», Камми Белла. Несмотря на уход Кенни из «Рейнджерс» зимой 2011 года, он стал лучшим бомбардиром чемпионата страны сезона 2010/11.

### «Бурсаспор»
В зимнее трансферное окно вокруг фигуры Миллера зародились слухи и пересуды о возможном трансфере нападающего в виду отказа Кенни пролонгировать с «джерс» соглашение о сотрудничестве. Текущий контракт форварда заканчивался летом 2011 года. Наибольший интерес к Миллеру проявил английский «Бирмингем Сити», наставник которого Алекс Маклиш открыто высказывался о своём большом желании подписать соотечественника для команды. Предложение «синих» в 700 тысяч фунтов устроило «Рейнджерс». В это же время руководство «джерс» приняло предложение по Кенни в 500 тысяч фунтов от турецкого клуба «Бурсаспор». Тем самым глазговский коллектив предоставил Миллеру выбирать, где продолжать свою карьеру. 21 января 2011 года Кенни официально стал игроком «Бурсаспора», подписав контракт сроком на два с половиной года. Через три дня Миллер дебютировал в своём новом клубе, выйдя на замену в поединке чемпионата Турции, в котором «крокодилы» встречались с «Коньяспором». 29 января Кенни забил свой первый гол за «Бурсаспор», поразив ворота «Галатасарая». В следующем туре турецкой Суперлиги точный результативный удар Миллера на 88-й минуте матча с «Сивасспором» принёс победу «крокодилам» со счётом 2:1. По итогам сезона 2010/11 Кенни с «Бурсаспором» финишировали третьими в чемпионате страны.

### «Кардифф Сити»
Тем не менее, шотландец так и не смог освоиться в Турции, в чём он признался в одном из интервью. После окончания сезона Миллер попросил руководство «Бурсаспора» выставить его на трансфер. Представители «крокодилов» с пониманием отнеслись к проблемам опытного форварда и удовлетворили его просьбу. Вскоре «Бурсаспор» принял предложение по Кенни, поступившее от валлийского «Кардифф Сити», в то же время отклонив попытку бывшего клуба Миллера, «Рейнджерс», вернуть нападающего под свои знамёна.
26 июля 2011 года после успешного прохождения медосмотра Кенни официально стал игроком «Сити». Трансфер Миллера стоил «ласточкам» 870 тысяч фунтов стерлингов.
7 августа Кенни триумфально дебютировал за «Кардифф» — в тяжелейшем для «Сити» гостевом матче против «Вест Хэм Юнайтед» форвард на первой добавленной к основному времени минуте точным ударом заставил капитулировать голкипера «молотобойцев» Роберта Грина и, тем самым, принёс победу своей команде с минимальном счётом 1:0. Следующие голы Миллера за «ласточек» состоялись 28 сентября — «дубль» шотландца вновь помог валлийцам выиграть, на этот раз у «Саутгемптона». В следующей игре (против «Халл Сити») форвард получил растяжение паховых мышц, вследствие чего был вынужден пропустить около трёх недель. 19 октября наставник «Кардиффа» Малки Макей подтвердил, что Миллер оправился от травмы и будет готов к следующему календарному матчу с «Барнсли». Кенни действительно появился на поле с первых минут и на десятой минуте забил мяч в ворота «дворняг». Однако ещё до истечения первого получаса поединка форвард был вынужден попросить замену из-за серьёзного рассечения головы после столкновения со своим одноклубником. В декабре Миллер отличился ещё двумя победными голами — «Бирмингем Сити» и «Ноттингем Форест». В том же сезоне «Кардифф» достиг финала Кубка английской лиги, где «ласточки» в серии послематчевых пенальти уступили «Ливерпулю». После этого матча до конца футбольного года 2011/12 Миллер забил лишь один раз в 22 встречах.

### «Ванкувер Уайткэпс»
16 июля 2012 года Кенни подписал контракт с командой американской MLS «Ванкувер Уайткэпс», где получил статус назначенного игрока. Через неделю Миллер впервые вышел на поле в футболке канадского коллектива — «сине-белые» встречались с «Сан-Хосе Эртквейкс». Забил свой первый гол в MLS 25 августа в матче против «Портленд Тимберс».

### Клубная статистика
| Клуб                         | Сезон                        | Чемпионат | Чемпионат | Кубок | Кубок | Кубок лиги | Кубок лиги | Плей-офф лиги | Плей-офф лиги | Еврокубки | Еврокубки | Итого | Итого |
| Клуб                         | Сезон                        | Игры      | Голы      | Игры  | Голы  | Игры       | Голы       | Игры          | Голы          | Игры      | Голы      | Игры  | Голы  |
| ---------------------------- | ---------------------------- | --------- | --------- | ----- | ----- | ---------- | ---------- | ------------- | ------------- | --------- | --------- | ----- | ----- |
| Хиберниан                    | 1997/98                      | 7         | 0         | —     | —     | —          | —          | —             | —             | —         | —         | 7     | 0     |
| Хиберниан                    | 1998/99                      | 7         | 1         | —     | —     | 1          | 0          | —             | —             | —         | —         | 8     | 1     |
| Хиберниан                    | 1999/00                      | 31        | 11        | 5     | 1     | 2          | 1          | —             | —             | —         | —         | 38    | 13    |
| Всего за «Хиберниан»         | Всего за «Хиберниан»         | 45        | 12        | 5     | 1     | 3          | 1          | 0             | 0             | 0         | 0         | 53    | 14    |
| Стенхаусмюир                 | 1998/99                      | 11        | 8         | 2     | 2     | —          | —          | —             | —             | —         | —         | 13    | 10    |
| Всего за «Стенхаусмюир»      | Всего за «Стенхаусмюир»      | 11        | 8         | 2     | 2     | 0          | 0          | 0             | 0             | 0         | 0         | 13    | 10    |
| Рейнджерс                    | 2000/01                      | 27        | 8         | 3     | 1     | 1          | 1          | —             | —             | 4         | 1         | 35    | 11    |
| Рейнджерс                    | 2001/02                      | 3         | 0         | —     | —     | —          | —          | —             | —             | —         | —         | 3     | 0     |
| Рейнджерс                    | 2008/09                      | 30        | 10        | 5     | 3     | 1          | 0          | —             | —             | —         | —         | 36    | 13    |
| Рейнджерс                    | 2009/10                      | 33        | 18        | 6     | 2     | 1          | 1          | —             | —             | 5         | 0         | 45    | 21    |
| Рейнджерс                    | 2010/11                      | 18        | 21        | —     | —     | 1          | 0          | —             | —             | 6         | 1         | 25    | 22    |
| Всего за «Рейнджерс»         | Всего за «Рейнджерс»         | 111       | 57        | 14    | 6     | 4          | 2          | 0             | 0             | 14        | 2         | 143   | 67    |
| Вулверхэмптон Уондерерс      | 2001/02                      | 20        | 2         | 1     | 0     | —          | —          | 2             | 0             | —         | —         | 23    | 2     |
| Вулверхэмптон Уондерерс      | 2002/03                      | 43        | 19        | 4     | 3     | 2          | 1          | 3             | 1             | —         | —         | 52    | 24    |
| Вулверхэмптон Уондерерс      | 2003/04                      | 25        | 2         | 3     | 2     | 2          | 1          | —             | —             | —         | —         | 30    | 5     |
| Вулверхэмптон Уондерерс      | 2004/05                      | 44        | 19        | 2     | 0     | 1          | 1          | —             | —             | —         | —         | 47    | 20    |
| Вулверхэмптон Уондерерс      | 2005/06                      | 35        | 10        | 2     | 0     | 2          | 2          | —             | —             | —         | —         | 39    | 12    |
| Всего за «Вулверхэмптон»     | Всего за «Вулверхэмптон»     | 167       | 52        | 12    | 5     | 7          | 5          | 5             | 1             | 0         | 0         | 191   | 63    |
| Селтик                       | 2006/07                      | 31        | 4         | 4     | 1     | 1          | 0          | —             | —             | 8         | 3         | 44    | 8     |
| Селтик                       | 2007/08                      | 2         | 3         | —     | —     | —          | —          | —             | —             | —         | —         | 2     | 3     |
| Всего за «Селтик»            | Всего за «Селтик»            | 33        | 7         | 4     | 1     | 1          | 0          | 0             | 0             | 8         | 3         | 46    | 11    |
| Дерби Каунти                 | 2007/08                      | 30        | 4         | 3     | 2     | —          | —          | —             | —             | —         | —         | 33    | 6     |
| Всего за «Дерби Каунти»      | Всего за «Дерби Каунти»      | 30        | 4         | 3     | 2     | 0          | 0          | 0             | 0             | 0         | 0         | 33    | 6     |
| Бурсаспор                    | 2010/11                      | 15        | 5         | —     | —     | —          | —          | —             | —             | —         | —         | 15    | 5     |
| Всего за «Бурсаспор»         | Всего за «Бурсаспор»         | 15        | 5         | 0     | 0     | 0          | 0          | 0             | 0             | 0         | 0         | 15    | 5     |
| Кардифф Сити                 | 2011/12                      | 43        | 10        | —     | —     | 5          | 1          | 2             | 0             | —         | —         | 50    | 11    |
| Всего за «Кардифф Сити»      | Всего за «Кардифф Сити»      | 43        | 10        | 0     | 0     | 5          | 1          | 2             | 0             | 0         | 0         | 50    | 11    |
| Ванкувер Уайткэпс            | 2012                         | 13        | 2         | —     | —     | —          | —          | 1             | 0             | —         | —         | 14    | 2     |
| Ванкувер Уайткэпс            | 2013                         | 21        | 8         | 1     | 0     | —          | —          | —             | —             | —         | —         | 22    | 8     |
| Ванкувер Уайткэпс            | 2014                         | 9         | 3         | —     | —     | —          | —          | —             | —             | —         | —         | 9     | 3     |
| Всего за «Ванкувер Уайткэпс» | Всего за «Ванкувер Уайткэпс» | 43        | 13        | 1     | 0     | 0          | 0          | 1             | 0             | 0         | 0         | 45    | 13    |
| Всего за карьеру             | Всего за карьеру             | 498       | 168       | 40    | 17    | 20         | 9          | 8             | 1             | 23        | 5         | 589   | 200   |

(откорректировано по состоянию на 1 июня 2014)

## Сборная Шотландии

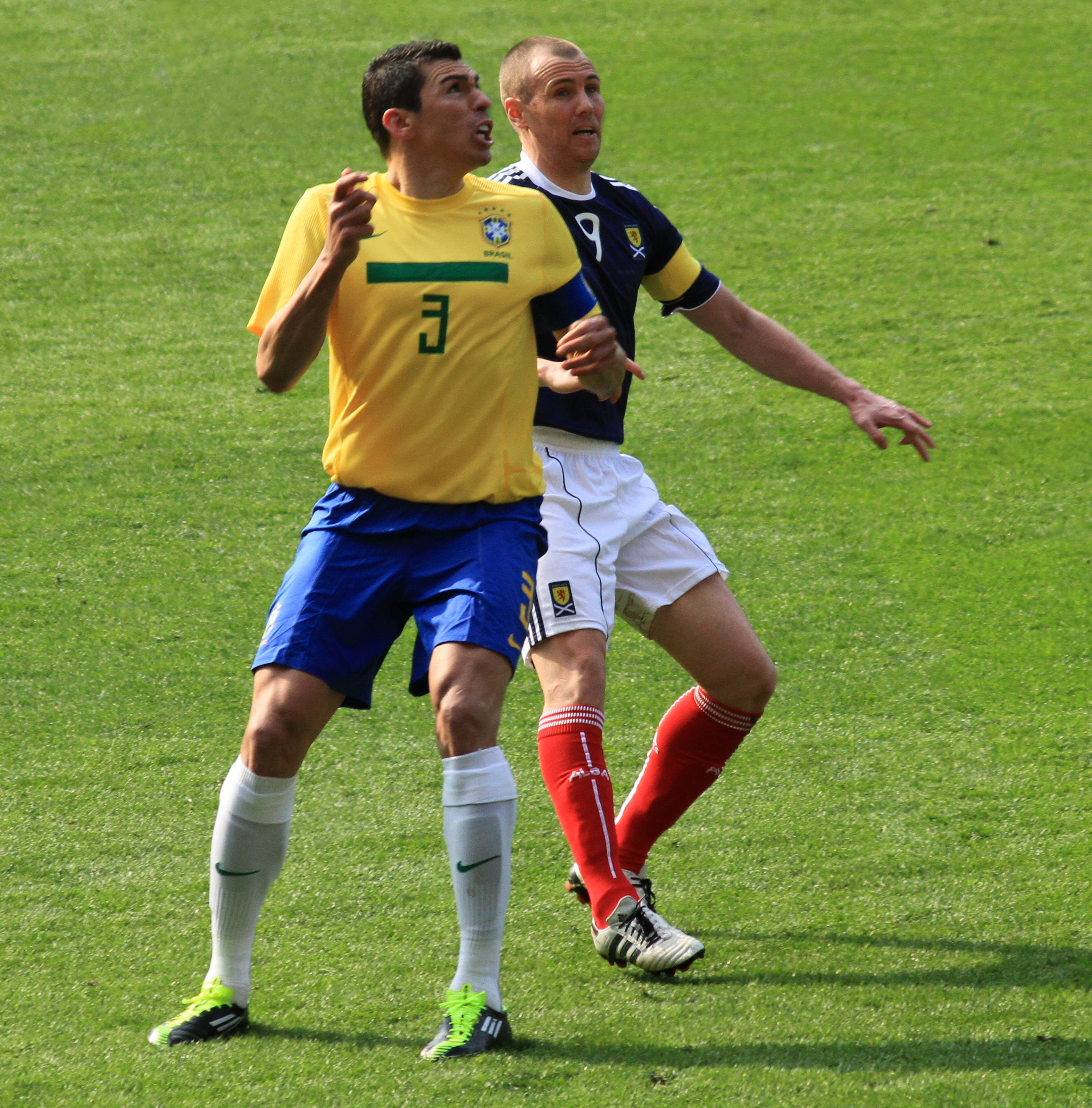
27 марта 2011 года. Товарищеский матч Шотландия — Бразилия. Миллер (справа) против Лусио.

С 2000 по 2013 год Миллер выступал за различные сборные Шотландии.
Дебют Кенни в первой национальной команде состоялся 25 апреля 2001 года, когда он вышел на замену вместо Скотта Бута на 80-й минуте товарищеского поединка против Польши. Вторую игру за «тартановую армию» Миллер сыграл через два года — 29 марта 2003 года он появился в стартовом составе шотландцев на отборочный матч к чемпионату Европы 2004, в котором «горцы» состязались с Исландией. В том же поединке, поразив ворота сборной островного государства, нападающий открыл счёт своим голам в национальной команде.
Миллер оставался основным нападающим при трёх наставниках сборной Шотландии — Уолтере Смите, Берти Фогтсе и Алексе Маклише, вне зависимости от того, какую они использовали тактику в атаке: в два или одного форварда.
8 октября 2010 года Кенни сыграл свой 50-й матч за сборную, выйдя на замену вместо Джейми Маки в отборочном поединке к европейскому первенству 2012 против национальной команды Чехии.
Всего в составе «тартановой армии» Миллер сыграл 69 матчей, забил 18 голов.

### Матчи и голы за сборную Шотландии
| №  | Дата             | Место                                                           | Оппонент          | Счёт | Голы Миллера | Соревнование                                                      |
| 1  | 25 апреля 2001   | Стадион имени Здзислава Кшишковяка, Быдгощ, Польша              | Польша            | 1:1  | —            | Товарищеский матч                                                 |
| 2  | 29 марта 2003    | «Хэмпден Парк», Глазго, Шотландия                               | Исландия          | 2:1  | 1            | Отборочный матч чемпионата Европы по футболу 2004                 |
| 3  | 2 апреля 2003    | Стадион имени С. Дарюса и С. Гиренаса, Каунас, Литва            | Литва             | 0:1  | —            | Отборочный матч чемпионата Европы по футболу 2004                 |
| 4  | 30 апреля 2003   | «Хэмпден Парк», Глазго, Шотландия                               | Австрия           | 0:2  | —            | Товарищеский матч                                                 |
| 5  | 7 июня 2003      | «Хэмпден Парк», Глазго, Шотландия                               | Германия          | 1:1  | 1            | Отборочный матч чемпионата Европы по футболу 2004                 |
| 6  | 11 октября 2003  | «Хэмпден Парк», Глазго, Шотландия                               | Литва             | 1:0  | —            | Отборочный матч чемпионата Европы по футболу 2004                 |
| 7  | 15 ноября 2003   | «Хэмпден Парк», Глазго, Шотландия                               | Нидерланды        | 1:0  | —            | Отборочный матч чемпионата Европы по футболу 2004 (стыковые игры) |
| 8  | 19 ноября 2003   | «Амстердам АренА», Амстердам, Нидерланды                        | Нидерланды        | 0:6  | —            | Отборочный матч чемпионата Европы по футболу 2004 (стыковые игры) |
| 9  | 18 февраля 2004  | «Миллениум», Кардифф, Уэльс                                     | Уэльс             | 0:4  | —            | Товарищеский матч                                                 |
| 10 | 31 марта 2004    | «Хэмпден Парк», Глазго, Шотландия                               | Румыния           | 1:2  | —            | Товарищеский матч                                                 |
| 11 | 27 мая 2004      | «А. Ле Кок Арена», Таллин, Эстония                              | Эстония           | 1:0  | —            | Товарищеский матч                                                 |
| 12 | 30 мая 2004      | «Истер Роуд», Эдинбург, Шотландия                               | Тринидад и Тобаго | 4:1  | —            | Товарищеский матч                                                 |
| 13 | 18 августа 2004  | «Хэмпден Парк», Глазго, Шотландия                               | Венгрия           | 0:3  | —            | Товарищеский матч                                                 |
| 14 | 3 сентября 2004  | «Сьюдад де Валенсия», Валенсия, Испания                         | Испания           | 1:1  | —            | Товарищеский матч                                                 |
| 15 | 9 октября 2004   | «Хэмпден Парк», Глазго, Шотландия                               | Норвегия          | 0:1  | —            | Отборочный матч чемпионата мира по футболу 2006                   |
| 16 | 13 октября 2004  | Республиканский стадион, Кишинёв, Молдова                       | Молдова           | 1:1  | —            | Отборочный матч чемпионата мира по футболу 2006                   |
| 17 | 17 ноября 2004   | «Истер Роуд», Эдинбург, Шотландия                               | Швеция            | 1:4  | —            | Товарищеский матч                                                 |
| 18 | 26 марта 2005    | «Джузеппе Меацца», Милан, Италия                                | Италия            | 0:2  | —            | Отборочный матч чемпионата мира по футболу 2006                   |
| 19 | 4 июня 2005      | «Хэмпден Парк», Глазго, Шотландия                               | Молдова           | 2:0  | —            | Отборочный матч чемпионата мира по футболу 2006                   |
| 20 | 8 июня 2005      | «Динамо», Минск, Беларусь                                       | Беларусь          | 0:0  | —            | Отборочный матч чемпионата мира по футболу 2006                   |
| 21 | 17 августа 2005  | Стадион имени Арнольда Шварценеггера, Грац, Австрия             | Австрия           | 2:2  | 1            | Товарищеский матч                                                 |
| 22 | 3 сентября 2005  | «Хэмпден Парк», Глазго, Шотландия                               | Италия            | 1:1  | 1            | Отборочный матч чемпионата мира по футболу 2006                   |
| 23 | 7 сентября 2005  | «Уллевол», Осло, Норвегия                                       | Норвегия          | 2:1  | 2            | Отборочный матч чемпионата мира по футболу 2006                   |
| 24 | 8 октября 2005   | «Хэмпден Парк», Глазго, Шотландия                               | Беларусь          | 0:1  | —            | Отборочный матч чемпионата мира по футболу 2006                   |
| 25 | 12 октября 2005  | «Арена Петроль», Целе, Словения                                 | Словения          | 3:0  | —            | Отборочный матч чемпионата мира по футболу 2006                   |
| 26 | 1 марта 2006     | «Хэмпден Парк», Глазго, Шотландия                               | Швейцария         | 1:3  | 1            | Товарищеский матч                                                 |
| 27 | 2 сентября 2006  | «Селтик Парк», Глазго, Шотландия                                | Фарерские острова | 6:0  | 1            | Отборочный матч чемпионата Европы по футболу 2008                 |
| 28 | 6 сентября 2006  | Стадион имени С. Дарюса и С. Гиренаса, Каунас, Литва            | Литва             | 2:1  | 1            | Отборочный матч чемпионата Европы по футболу 2008                 |
| 29 | 11 октября 2006  | Олимпийский стадион, Киев, Украина                              | Украина           | 0:2  | —            | Отборочный матч чемпионата Европы по футболу 2008                 |
| 30 | 24 марта 2007    | «Хэмпден Парк», Глазго, Шотландия                               | Грузия            | 2:1  | —            | Отборочный матч чемпионата Европы по футболу 2008                 |
| 31 | 28 марта 2007    | «Сан Никола», Бари, Италия                                      | Италия            | 0:2  | —            | Отборочный матч чемпионата Европы по футболу 2008                 |
| 32 | 22 августа 2007  | «Питтодри», Абердин, Шотландия                                  | ЮАР               | 1:0  | —            | Товарищеский матч                                                 |
| 33 | 13 октября 2007  | «Хэмпден Парк», Глазго, Шотландия                               | Украина           | 3:1  | 1            | Отборочный матч чемпионата Европы по футболу 2008                 |
| 34 | 17 октября 2007  | Стадион Бориса Пайчадзе, Тбилиси, Грузия                        | Грузия            | 0:2  | —            | Отборочный матч чемпионата Европы по футболу 2008                 |
| 35 | 17 ноября 2007   | «Хэмпден Парк», Глазго, Шотландия                               | Италия            | 1:2  | —            | Отборочный матч чемпионата Европы по футболу 2008                 |
| 36 | 26 марта 2008    | «Хэмпден Парк», Глазго, Шотландия                               | Хорватия          | 1:1  | 1            | Товарищеский матч                                                 |
| 37 | 30 мая 2008      | «AXA Арена», Прага, Чехия                                       | Чехия             | 1:3  | —            | Товарищеский матч                                                 |
| 38 | 20 августа 2008  | «Хэмпден Парк», Глазго, Шотландия                               | Северная Ирландия | 0:0  | —            | Товарищеский матч                                                 |
| 39 | 6 сентября 2008  | Национальный стадион Филиппа II Македонского, Скопье, Македония | Македония         | 0:1  | —            | Отборочный матч чемпионата мира по футболу 2010                   |
| 40 | 10 сентября 2008 | «Лаугардалсвёллур», Рейкьявик, Исландия                         | Исландия          | 2:1  | —            | Отборочный матч Чемпионата мира по футболу 2010                   |
| 41 | 28 марта 2009    | «Амстердам АренА», Амстердам, Голландия                         | Голландия         | 0:3  | —            | Отборочный матч чемпионата мира по футболу 2010                   |
| 42 | 1 апреля 2009    | «Хэмпден Парк», Глазго, Шотландия                               | Исландия          | 2:1  | —            | Отборочный матч чемпионата мира по футболу 2010                   |
| 43 | 12 августа 2009  | «Уллевол», Осло, Норвегия                                       | Норвегия          | 0:4  | —            | Отборочный матч чемпионата мира по футболу 2010                   |
| 44 | 5 сентября 2009  | «Хэмпден Парк», Глазго, Шотландия                               | Македония         | 2:0  | —            | Отборочный матч чемпионата мира по футболу 2010                   |
| 45 | 9 сентября 2009  | «Хэмпден Парк», Глазго, Шотландия                               | Голландия         | 0:1  | —            | Отборочный матч чемпионата мира по футболу 2010                   |
| 46 | 14 ноября 2009   | «Кардифф Сити», Кардифф, Уэльс                                  | Уэльс             | 0:3  | —            | Товарищеский матч                                                 |
| 47 | 3 марта 2010     | «Хэмпден Парк», Глазго, Шотландия                               | Чехия             | 1:0  | —            | Товарищеский матч                                                 |
| 48 | 3 сентября 2010  | Стадион имени С. Дарюса и С. Гиренаса, Каунас, Литва            | Литва             | 0:0  | —            | Отборочный матч чемпионата Европы по футболу 2012                 |
| 49 | 7 сентября 2010  | «Хэмпден Парк», Глазго, Шотландия                               | Лихтенштейн       | 2:1  | 1            | Отборочный матч чемпионата Европы по футболу 2012                 |
| 50 | 8 октября 2010   | «Синот Тип Арена», Прага, Чехия                                 | Чехия             | 0:1  | —            | Отборочный матч чемпионата Европы по футболу 2012                 |
| 51 | 12 октября 2010  | «Хэмпден Парк», Глазго, Шотландия                               | Испания           | 2:3  | —            | Отборочный матч чемпионата Европы по футболу 2012                 |
| 52 | 9 февраля 2011   | «Авива», Дублин, Ирландия                                       | Северная Ирландия | 3:0  | 1            | Кубок наций 2011                                                  |
| 53 | 27 марта 2011    | «Эмирейтс», Лондон, Англия                                      | Бразилия          | 0:2  | —            | Товарищеский матч                                                 |
| 54 | 25 мая 2011      | «Авива», Дублин, Ирландия                                       | Уэльс             | 3:1  | 1            | Кубок наций 2011                                                  |
| 55 | 29 мая 2011      | «Авива», Дублин, Ирландия                                       | Ирландия          | 0:1  | —            | Кубок наций 2011                                                  |
| 56 | 10 августа 2011  | «Хэмпден Парк», Глазго, Шотландия                               | Дания             | 2:1  | —            | Товарищеский матч                                                 |
| 57 | 3 сентября 2011  | «Хэмпден Парк», Глазго, Шотландия                               | Чехия             | 2:2  | 1            | Отборочный матч чемпионата Европы по футболу 2012                 |
| 58 | 11 ноября 2011   | «Антонис Пападопулос», Ларнака, Кипр                            | Кипр              | 2:1  | 1            | Товарищеский матч                                                 |
| 59 | 29 февраля 2012  | «Бонифика», Копер, Словения                                     | Словения          | 1:1  | —            | Товарищеский матч                                                 |
| 60 | 27 мая 2012      | «Ивербанк Филд», Джэксонвилл, США                               | США               | 1:5  | —            | Товарищеский матч                                                 |
| 61 | 8 сентября 2012  | «Хэмпден Парк», Глазго, Шотландия                               | Сербия            | 0:0  | —            | Отборочный матч чемпионата мира по футболу 2014                   |
| 62 | 11 сентября 2012 | «Хэмпден Парк», Глазго, Шотландия                               | Македония         | 1:1  | 1            | Отборочный матч чемпионата мира по футболу 2014                   |
| 63 | 12 октября 2012  | «Кардифф Сити», Кардифф, Уэльс                                  | Уэльс             | 1:2  | —            | Отборочный матч чемпионата мира по футболу 2014                   |
| 64 | 16 октября 2012  | Стадион короля Бодуэна, Брюссель, Бельгия                       | Бельгия           | 0:2  | —            | Отборочный матч чемпионата мира по футболу 2014                   |
| 65 | 14 ноября 2012   | «Жози Бартель», Люксембург, Люксембург                          | Люксембург        | 2:1  | —            | Товарищеский матч                                                 |
| 66 | 6 февраля 2013   | «Питтодри», Абердин, Шотландия                                  | Эстония           | 1:0  | —            | Товарищеский матч                                                 |
| 67 | 22 марта 2013    | «Хэмпден Парк», Глазго, Шотландия                               | Уэльс             | 1:2  | —            | Отборочный матч чемпионата мира по футболу 2014                   |
| 68 | 26 марта 2013    | «Караджордже», Нови-Сад, Сербия                                 | Сербия            | 0:2  | —            | Отборочный матч чемпионата мира по футболу 2014                   |
| 69 | 14 августа 2013  | «Уэмбли», Лондон, Англия                                        | Англия            | 2:3  | 1            | Товарищеский матч                                                 |

Итого: 69 матчей / 18 голов; 24 победы, 14 ничьих, 31 поражение.

### Сводная статистика игр/голов за сборную
| Сборная          | Год              | Отборочные матчи ЧМ | Отборочные матчи ЧМ | Финальные матчи ЧМ | Финальные матчи ЧМ | Отборочные матчи ЧЕ | Отборочные матчи ЧЕ | Финальные матчи ЧЕ | Финальные матчи ЧЕ | Кубок наций | Кубок наций | Товарищеские матчи | Товарищеские матчи | Итого | Итого |
| Сборная          | Год              | Игры                | Голы                | Игры               | Голы               | Игры                | Голы                | Игры               | Голы               | Игры        | Голы        | Игры               | Голы               | Игры  | Голы  |
| ---------------- | ---------------- | ------------------- | ------------------- | ------------------ | ------------------ | ------------------- | ------------------- | ------------------ | ------------------ | ----------- | ----------- | ------------------ | ------------------ | ----- | ----- |
| Шотландия        | 2001             | —                   | —                   | —                  | —                  | —                   | —                   | —                  | —                  | —           | —           | 1                  | 0                  | 1     | 0     |
| Шотландия        | 2003             | —                   | —                   | —                  | —                  | 6                   | 2                   | —                  | —                  | —           | —           | 1                  | 0                  | 7     | 2     |
| Шотландия        | 2004             | 2                   | 0                   | —                  | —                  | —                   | —                   | —                  | —                  | —           | —           | 7                  | 0                  | 9     | 0     |
| Шотландия        | 2005             | 7                   | 3                   | —                  | —                  | —                   | —                   | —                  | —                  | —           | —           | 1                  | 1                  | 8     | 4     |
| Шотландия        | 2006             | —                   | —                   | —                  | —                  | 3                   | 2                   | —                  | —                  | —           | —           | 1                  | 1                  | 4     | 3     |
| Шотландия        | 2007             | —                   | —                   | —                  | —                  | 5                   | 1                   | —                  | —                  | —           | —           | 1                  | 0                  | 6     | 1     |
| Шотландия        | 2008             | 2                   | 0                   | —                  | —                  | —                   | —                   | —                  | —                  | —           | —           | 3                  | 1                  | 5     | 1     |
| Шотландия        | 2009             | 5                   | 0                   | —                  | —                  | —                   | —                   | —                  | —                  | —           | —           | 1                  | 0                  | 6     | 0     |
| Шотландия        | 2010             | —                   | —                   | —                  | —                  | 4                   | 1                   | —                  | —                  | —           | —           | 1                  | 0                  | 5     | 1     |
| Шотландия        | 2011             | —                   | —                   | —                  | —                  | 1                   | 1                   | —                  | —                  | 3           | 2           | 3                  | 1                  | 7     | 4     |
| Шотландия        | 2012             | 4                   | 1                   | —                  | —                  | —                   | —                   | —                  | —                  | —           | —           | 3                  | 0                  | 7     | 1     |
| Шотландия        | 2013             | 2                   | 0                   | —                  | —                  | —                   | —                   | —                  | —                  | —           | —           | 2                  | 1                  | 4     | 1     |
| Всего за карьеру | Всего за карьеру | 22                  | 4                   | 0                  | 0                  | 19                  | 7                   | 0                  | 0                  | 3           | 2           | 25                 | 5                  | 69    | 18    |

## Достижения

### Командные достижения
«Хиберниан»
- Победитель Первого дивизиона шотландской футбольной лиги: 1998/99

 «Селтик»
- Чемпион Шотландии (2): 2006/07, 2007/08
- Обладатель Кубка Шотландии: 2006/07

 «Рейнджерс»
- Чемпион Шотландии (3): 2008/09, 2009/10, 2010/11
- Обладатель Кубка Шотландии: 2008/09
- Обладатель Кубка шотландской лиги (2): 2009/10, 2010/11

 «Кардифф Сити»
- Финалист Кубка английской лиги: 2011/12

 Сборная Шотландии
- Серебряный призёр Кубка наций: 2011

### Личные достижения
- Молодой игрок года по версии футболистов Профессиональной футбольной ассоциации Шотландии: 2000
- Игрок месяца шотландской Премьер-лиги (3): апрель 2010, август 2010, сентябрь 2010
- Лучший бомбардир шотландской Премьер-лиги: 2010/11

## Личная жизнь
Миллер дважды был женат. Со своей второй женой Лаурой О’Доннелл, бывшей моделью, а ныне учителем, он познакомился в одном из ночных клубов Глазго. Свадьба пары состоялась 13 июня 2010 года на берегу озера Лох-Ломонд. Ещё до бракосочетания Лаура родила Кенни девочку, впоследствии названную Слоан. Также Миллер имеет сына от первого брака, Коби, который проживает со своей матерью.